# Gare de Lörrach-Schwarzwaldstraße
La gare de Lörrach-Schwarzwaldstraße est une gare située à Lörrach, dans le Bade-Wurtemberg.

## Situation ferroviaire
La gare est située au point kilométrique (PK) 7,8 de la Wiesentalbahn (ligne entre Bâle et Zell im Wiesenthal).

## Service voyageurs

### Desserte
| Origine       | Arrêt précédent | Train | Train | Train | Arrêt suivant | Destination           |
| ------------- | --------------- | ----- | ----- | ----- | ------------- | --------------------- |
| Weil am Rhein | Lörrach Hbf     |       | S     |       | Haagen/Messe  | Steinen ou Schopfheim |
| Bâle Badoise  | Lörrach Hbf     |       | S     |       | Haagen/Messe  | Zell im Wiesental     |